# Titularbistum Seert dei Caldei
Seert dei Caldei (lateinisch Sertensis Chaldaeorum) ist ein Titularbistum, das vom Papst an Titularbischöfe aus der mit Rom unierten Chaldäisch-Katholischen Kirche vergeben wird. 
Der Titularsitz geht auf das gleichnamige Bistum mit Sitz im heutigen Siirt zurück, das 1915 mit der Ermordung des letzten Bischofs Addai Scher im Völkermord an den syrischen Christen unterging. 1972 als Titularsitz wiedererrichtet, wurde es im Oktober 2022 erstmals vergeben.
| Titularerzbischöfe von Seert dei Caldei |                     |                                              |                 |     |
| Nr.                                     | Name                | Amt                                          | von             | bis |
| 1                                       | Mikha Pola Maqdassi | Weihbischof im Patriarchat von Bagdad (Irak) | 8. Oktober 2022 |     |